# Antioco Ierace
Antioco, detto Ierace – cioè «lo sparviere» – per la sua ambizione sfrenata (in greco antico: Ἀντίoχoς ὁ Ἱέραξ?, Antíochos ho Hiérax; 255 a.C. circa – 227 a.C.), è stato un sovrano indipendentista dell'Impero seleucide.

## Biografia
Antioco fu il figlio minore di Antioco II Teo e della sua prima moglie Laodice I. La madre fu ripudiata affinché Antioco potesse rispettare l'accordo di pace seguente alla seconda guerra siriaca sposando Berenice, e i figli di Laodice persero i propri diritti sul trono paterno. Ma alla morte di Antioco Teo vi fu una lotta dinastica tra Laodice e Berenice, che portò alla morte di Berenice e di suo figlio e allo scoppio della terza guerra siriaca (245-241 a.C.) tra Tolomeo III Evergete, fratello di Berenice, e Seleuco II Callinico, fratello di Antioco Ierace. Prima della fine della guerra, il giovane Ierace aveva ottenuto dal fratello il governo dell'Asia Minore.
Successivamente l'ambizioso Ierace volle rovesciare Seleuco, dando inizio alla guerra dei fratelli. Perdente in Lidia, Antioco sconfisse Seleuco nella battaglia di Ancira del 235 a.C. con l'aiuto dei mercenari Galati, creando un regno indipendente in Asia Minore.
L'accordo con i Galati lo portò in una guerra contro Attalo I, re di Pergamo, che lo sconfisse più volte tra il 229 e il 228 a.C.
Fuggiasco in Cappadocia e in Egitto morì nel 227 a.C. in Tracia combattendo contro i Galati.
Antioco sposò la figlia di re Ziaela di Bitinia.

## Ascendenza
|                     |   |                       | Genitori              |  |  | Nonni |  |  | Bisnonni  |  |  | Trisnonni |  |
|                     |   |                       |                       |  |  |       |  |  | Seleuco I |  |  | Antioco   |  |
|                     |   |                       |                       |  |  |       |  |  | Seleuco I |  |  | Antioco   |  |
|                     |   | Laodice di Macedonia  |                       |  |  |       |  |  | Seleuco I |  |  |           |  |
| Antioco I           |   |                       |                       |  |  |       |  |  | Seleuco I |  |  |           |  |
|                     |   | Apama I               | Spitamene             |  |  |       |  |  |           |  |  |           |  |
|                     |   | Apama I               | Spitamene             |  |  |       |  |  |           |  |  |           |  |
|                     |   | Apama I               | …                     |  |  |       |  |  |           |  |  |           |  |
| Antioco II          |   | Apama I               |                       |  |  |       |  |  |           |  |  |           |  |
|                     |   | Demetrio I Poliorcete | Antigono I Monoftalmo |  |  |       |  |  |           |  |  |           |  |
|                     |   | Demetrio I Poliorcete | Antigono I Monoftalmo |  |  |       |  |  |           |  |  |           |  |
|                     |   | Demetrio I Poliorcete | Stratonice            |  |  |       |  |  |           |  |  |           |  |
| Stratonice di Siria |   | Demetrio I Poliorcete |                       |  |  |       |  |  |           |  |  |           |  |
|                     |   | Fila                  | Antipatro             |  |  |       |  |  |           |  |  |           |  |
|                     |   | Fila                  | Antipatro             |  |  |       |  |  |           |  |  |           |  |
|                     |   | Fila                  | …                     |  |  |       |  |  |           |  |  |           |  |
| Antioco Ierace      |   | Fila                  |                       |  |  |       |  |  |           |  |  |           |  |
|                     | … | …                     |                       |  |  |       |  |  |           |  |  |           |  |
|                     | … | …                     |                       |  |  |       |  |  |           |  |  |           |  |
|                     | … | …                     |                       |  |  |       |  |  |           |  |  |           |  |
| Andromaco           | … |                       |                       |  |  |       |  |  |           |  |  |           |  |
|                     |   | …                     | …                     |  |  |       |  |  |           |  |  |           |  |
|                     |   | …                     | …                     |  |  |       |  |  |           |  |  |           |  |
|                     |   | …                     | …                     |  |  |       |  |  |           |  |  |           |  |
| Laodice I           |   | …                     |                       |  |  |       |  |  |           |  |  |           |  |
|                     |   | …                     | …                     |  |  |       |  |  |           |  |  |           |  |
|                     |   | …                     | …                     |  |  |       |  |  |           |  |  |           |  |
|                     |   | …                     | …                     |  |  |       |  |  |           |  |  |           |  |
| …                   |   | …                     |                       |  |  |       |  |  |           |  |  |           |  |
|                     |   | …                     | …                     |  |  |       |  |  |           |  |  |           |  |
|                     |   | …                     | …                     |  |  |       |  |  |           |  |  |           |  |
|                     |   | …                     | …                     |  |  |       |  |  |           |  |  |           |  |
|                     |   | …                     |                       |  |  |       |  |  |           |  |  |           |  |